# ジョージ・D・マレー
ジョージ・ドミニク・マレー (George Dominic Murray, 1889年7月6日 - 1956年6月18日) は、アメリカ合衆国の海軍軍人。最終階級は海軍中将。米海軍航空隊黎明期の飛行士。

## 生い立ちおよび経歴
マレーは1889年にマサチューセッツ州ボストンに生まれる。海軍士官学校を1910年に卒業、1915年に飛行士となる。第二次世界大戦では空母エンタープライズ (USS Enterprise, CV-6) を1941年3月21日から1942年6月30日まで指揮した。終戦時はマリアナ諸島の司令官であり、カロリン諸島の日本軍の降伏を旗艦のポートランド (USS Portland, CA-33) 艦上で受諾した。
マレーは1951年に中将として退役、1956年6月18日にカリフォルニア州サンフランシスコで死去し、アーリントン国立墓地に埋葬された。
死後の1961年にマレーはグレイ・イーグル・アワードを受章した。